# 辦桌

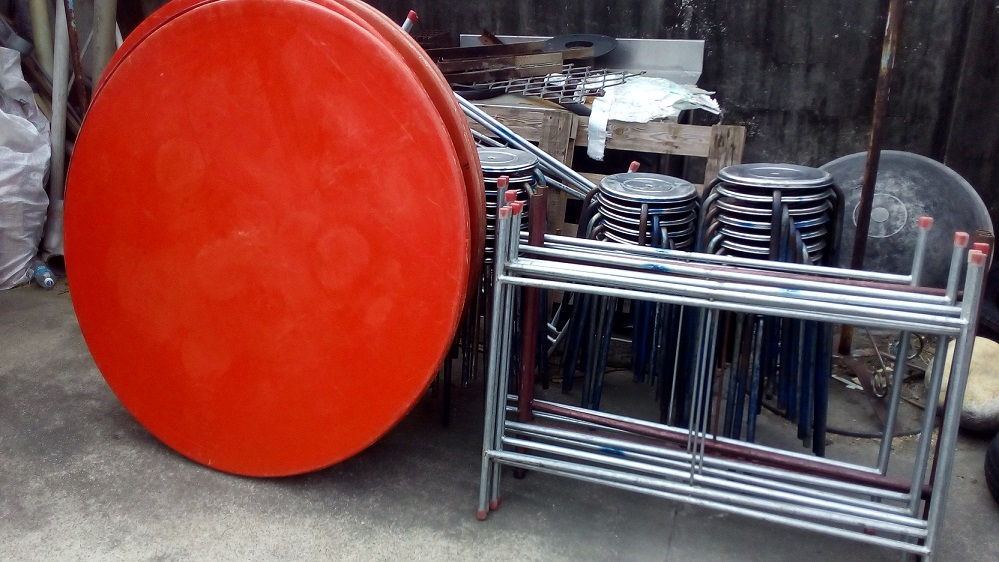
辦桌常見的大紅桌與不鏽鋼椅

辦桌是福建、台灣、潮汕等地區的民俗筵席活動，為外燴的一種。如婚喪喜慶、新居入厝、彌月慶生、謝師餞行、尾牙春酒、廟會慶典、地方選舉等，都可以舉行辦桌，邀請親朋好友及鄰里一同就餐慶祝。辦桌通常是以在馬路邊搭棚架、寺廟廣場、學校操場或地方民眾活動中心作為場地，現場搭起爐灶與備菜的桌檯，現場烹煮食物，之後上桌，在指定時間內讓受邀參與者共同享用；傳統辦桌有許多古老禮俗的禁忌與規定需要遵循，包括菜式選擇，上菜順序，以及座位安排等。在台灣還有另一種相似的活動稱為「流水席」，兩者差異在流水席沒有限定入座位置、人數或開桌時間，來了就可以享用，吃完就離開，這種形式的辦桌通常與宮廟活動有關（例如道教建醮）。
在辦桌活動中，由總舖師負責決定與主導整個宴會的菜式與流程。在總舖師之下，是一般的廚師，通常是跟在總舖師身邊的學徒。在專業的廚師之外，還有一些來幫忙切菜、洗碗、上菜、打掃的臨時幫傭，台灣南部稱水腳，北部則稱小工，或女工。

## 歷史
台灣辦桌活動的歷史，可以追溯到清治時期。在福建、廣州傳統稱作“辦酒”或“到燴”的宴客文化隨著移民來到台灣。在臺灣早期漢人宴客時，除了自家人張羅酒菜外，還邀請廚師到家中烹飪筵席菜肴，早期只有富有人家，有資本可以置辦酒席宴請客人。該酒席具備的集體動員、開放參與的特質，主要是表現於餐宴和祭祀。從許多清代臺灣官員、文人的著述或其編修的方志中，常可見到關於臺人「家有喜事及歲月時節，宴客必豐」、「肴罄
山海」等等描述，當時依照財力差異，有城鄉之別，鄉村地區此現象少，在日常飲食上也多所節制。

清中葉以降，隨著士紳階層的興起，紛紛傾注巨大的財力，興造規模宏大的園林，臺灣也開始興起另一種形態的辦桌活動，即在私人園林的花廳中，由專業家庭廚師料理的宴會。日治時期，由酒樓業者承攬到府辦理筵席的業務外，農村地區開始出現目前概念中的辦桌活動，但尚未專業化，而是由擅長烹飪的村民幫忙，並提供自家的鍋、碗、瓢、盆、爐灶、柴火和桌椅，由客人自己端菜上桌。 
現代辦桌活動，約在1970年代興起，至1980年代最盛。因為場地費支出不多，所以主要的花費都在食材之上，主辦者會盡力以平價又道地的食材來滿足賓客。因為天有不測風雲，為防雨，辦桌多選在乾季舉辦，且能速搭拆遮雨棚也是附帶工程之一
辦桌活動最著名的地方在高雄市內門區，1970年代有位名叫湯豬腳的總舖師，他積極訓練弟子，等出師後自立門戶，讓弟子再收徒弟，以這種方式讓總舖師快速擴展到台灣各地。至2005年，全區仍有超過150位總舖師，每五戶就有一戶以辦桌為職業。2001年起，台灣交通部觀光局將內門的辦桌列為「臺灣地區十二項大型地方節慶活動」之一。

## 圖庫
以下圖片展示了辦桌從準備到宴席期間的樣貌：

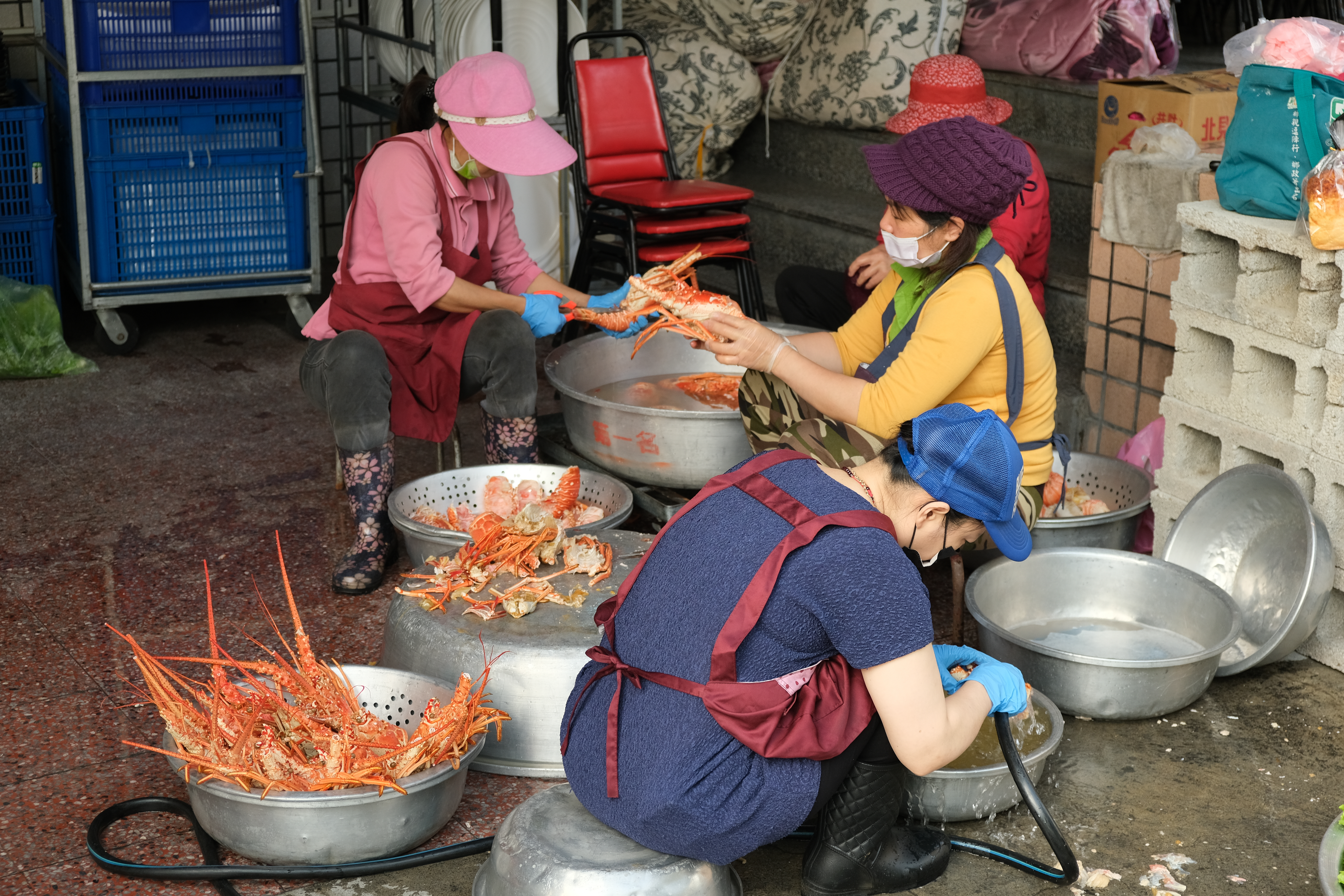
備料
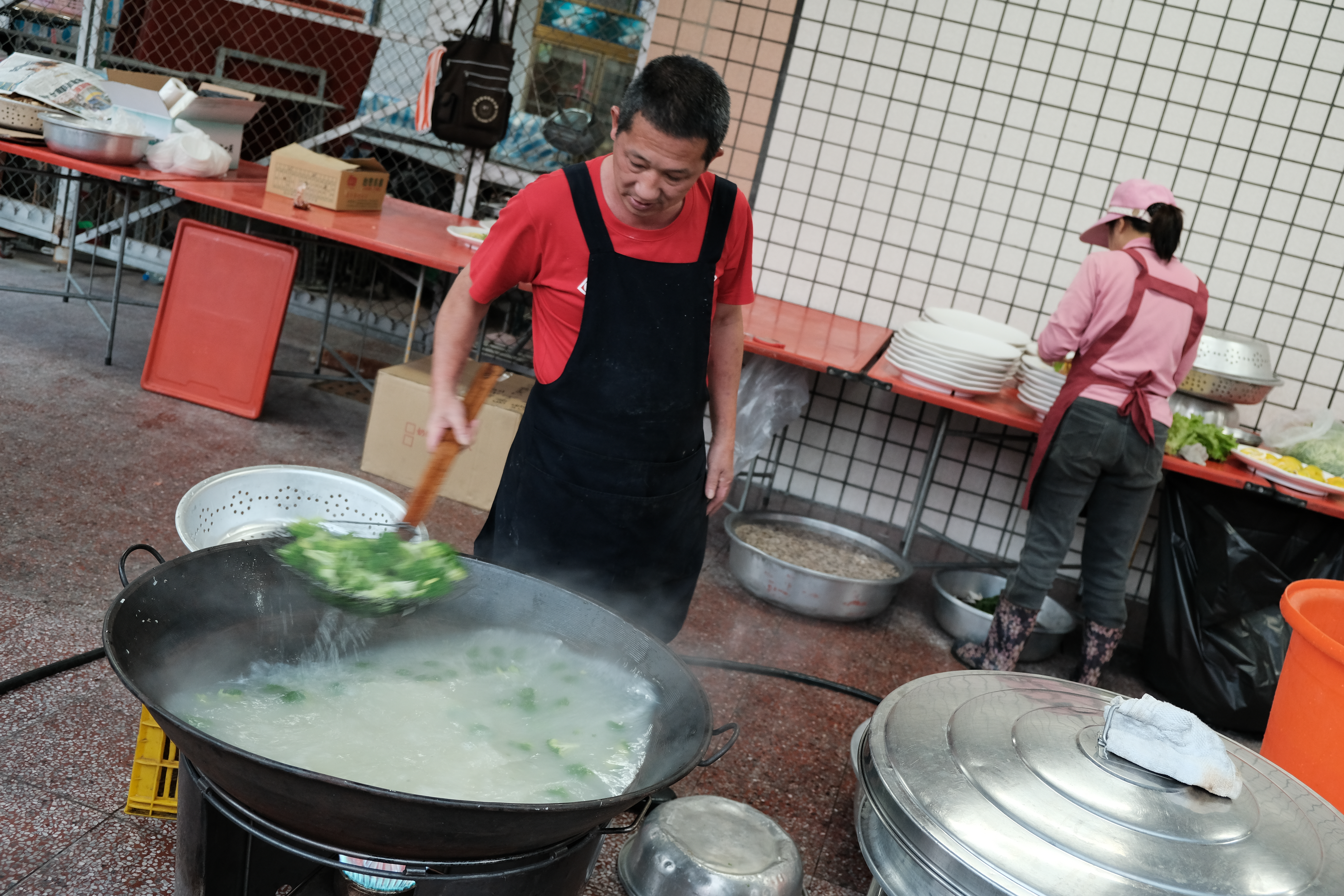
總舖師掌杓烹調
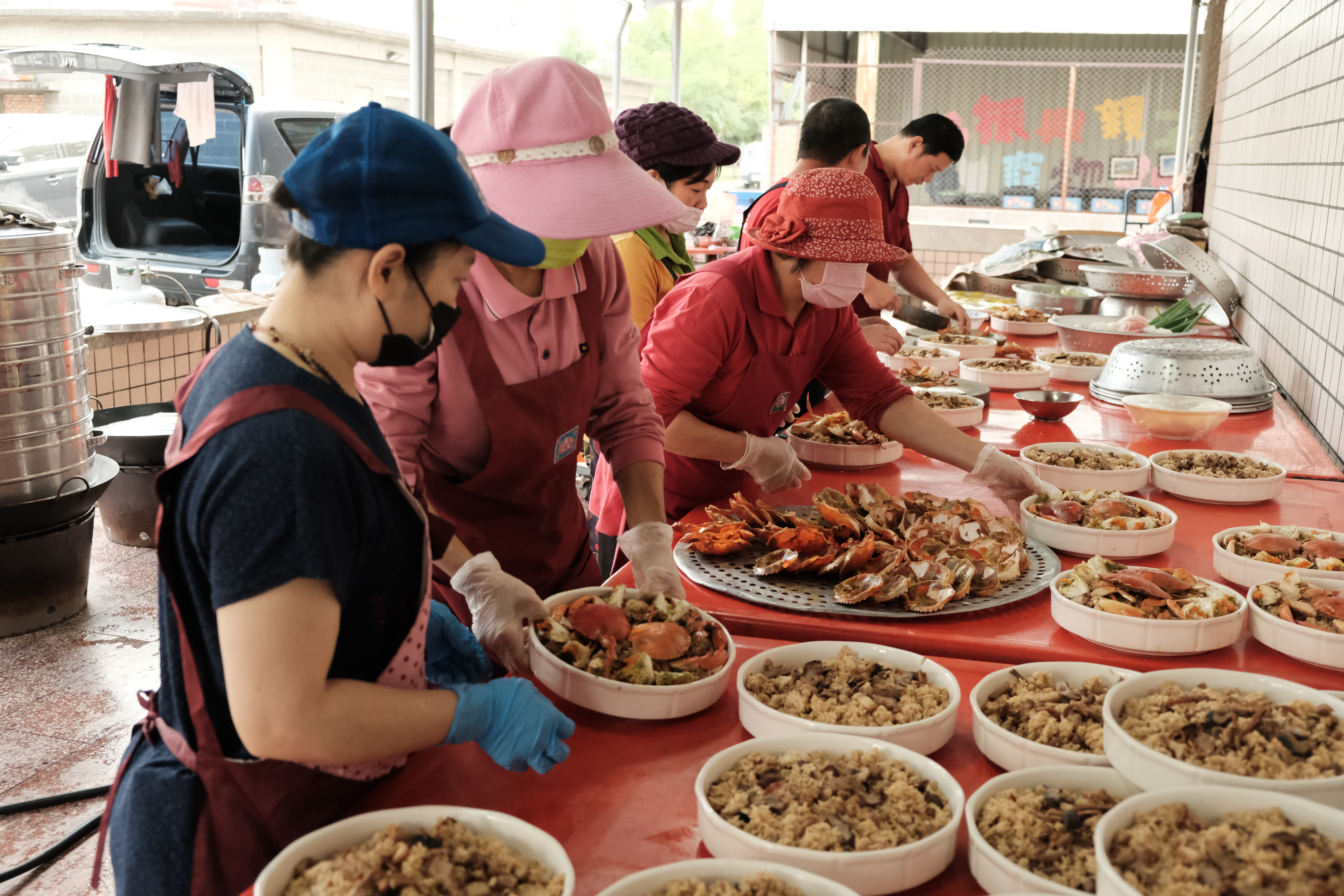
擺盤
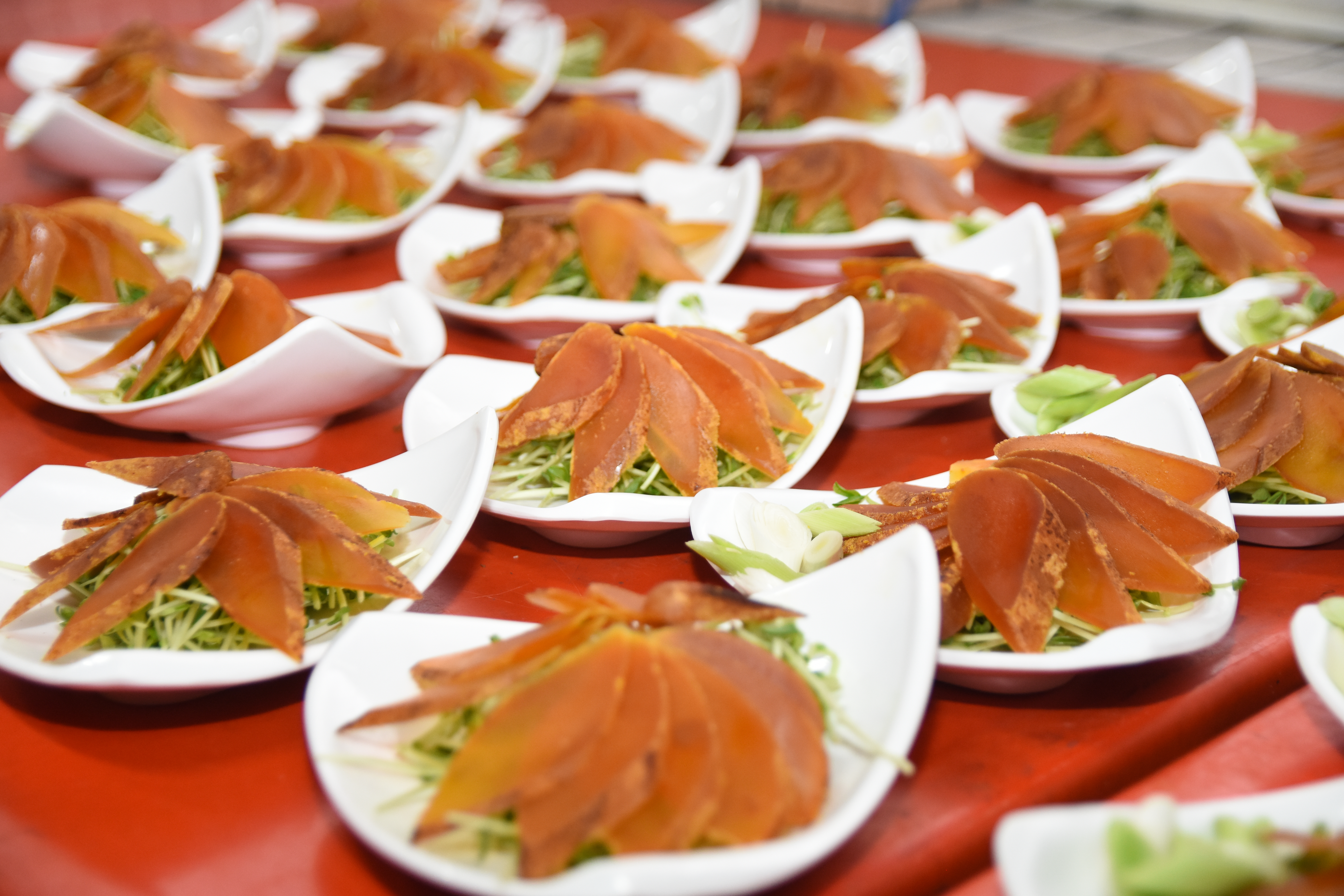
逐盤陳列，等待上菜的菜餚
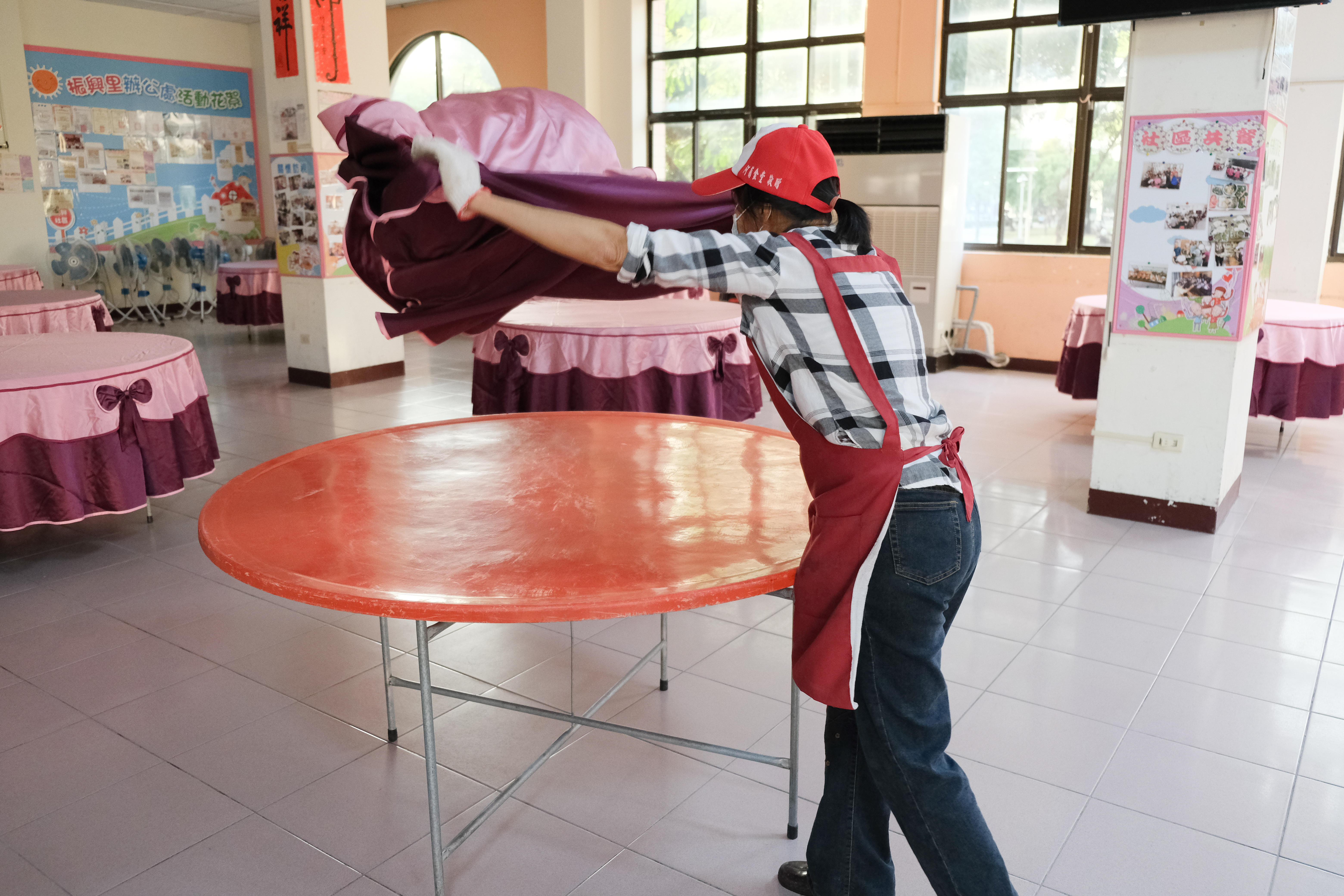
鋪桌巾
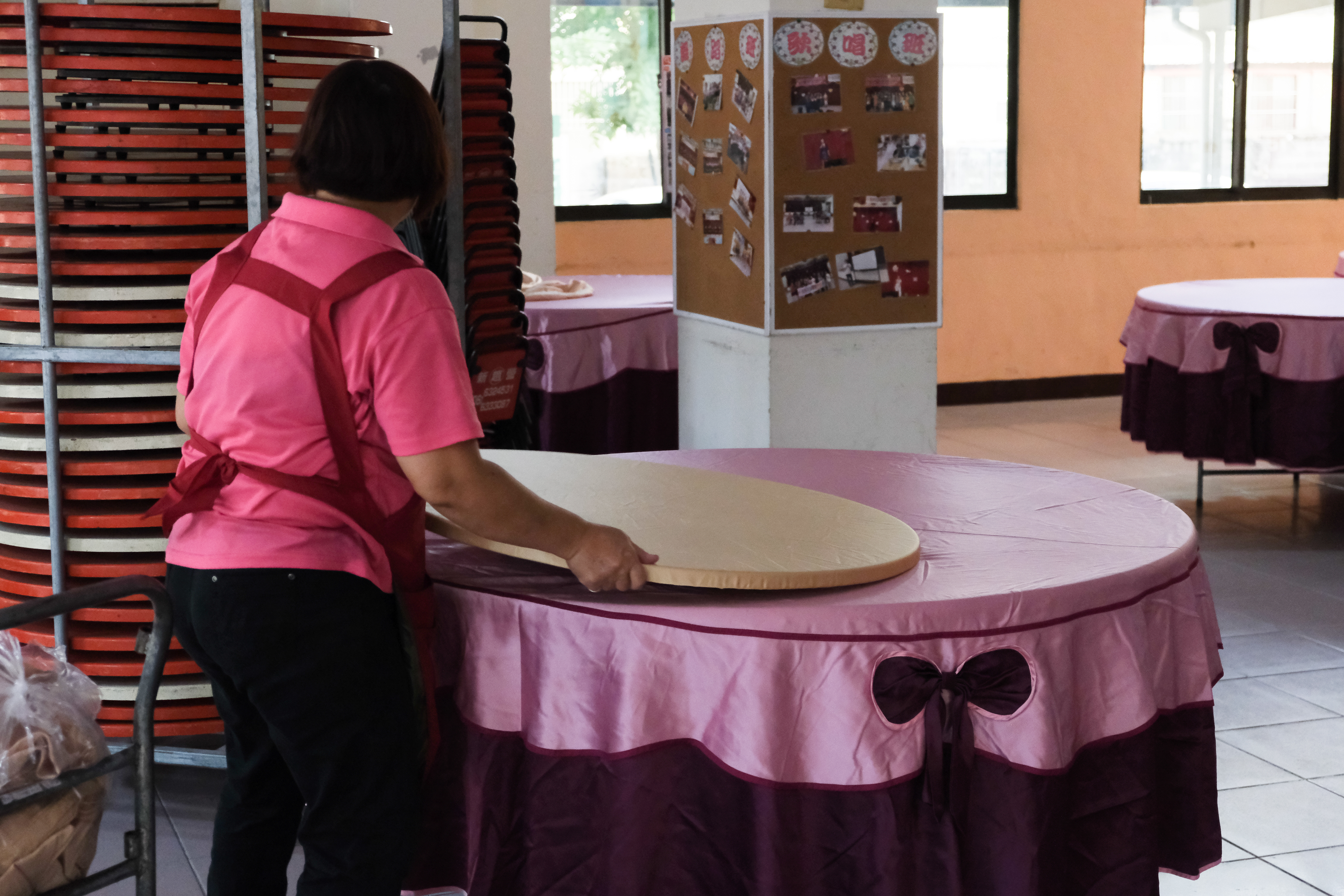
放置圓形轉盤
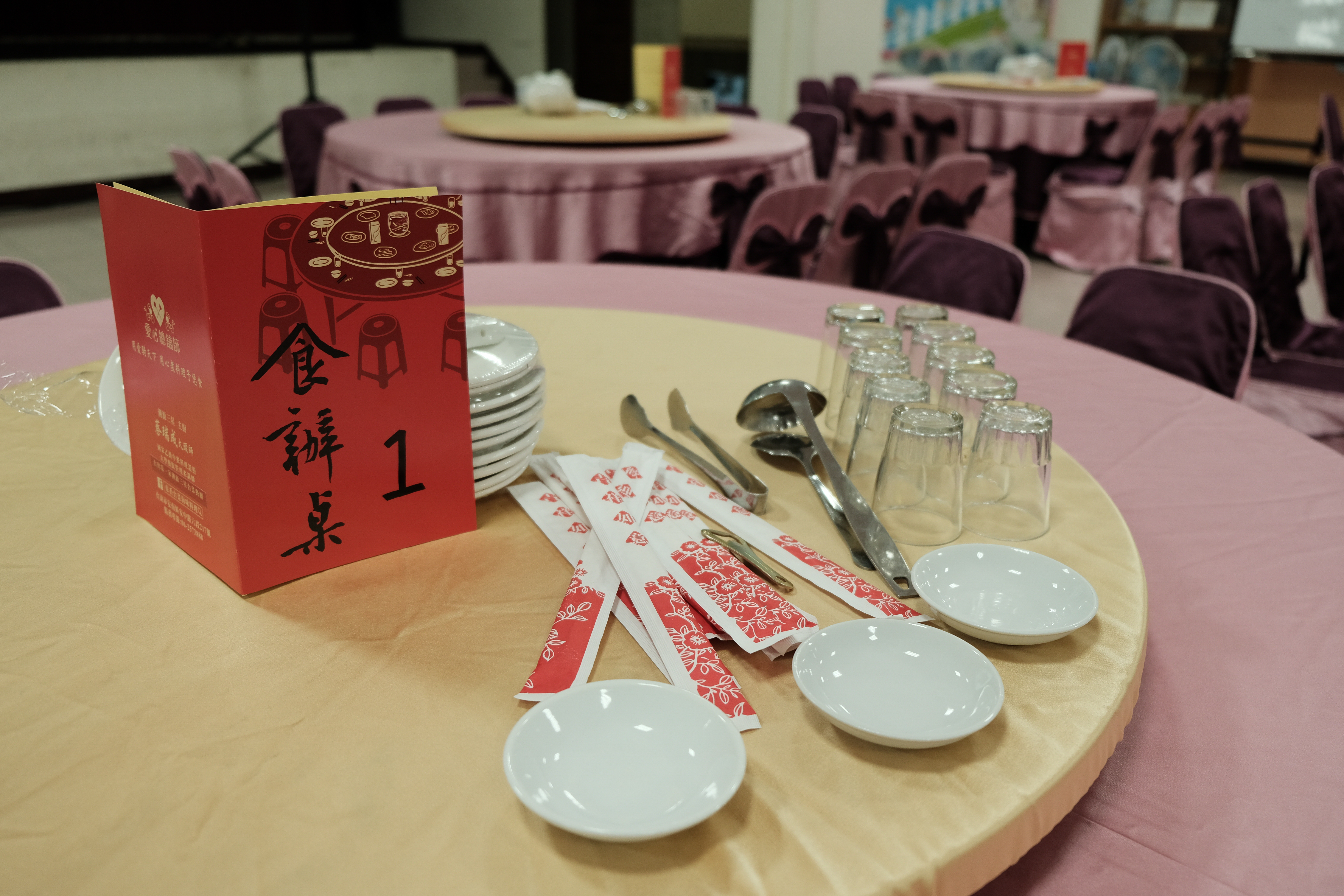
餐具擺放完畢
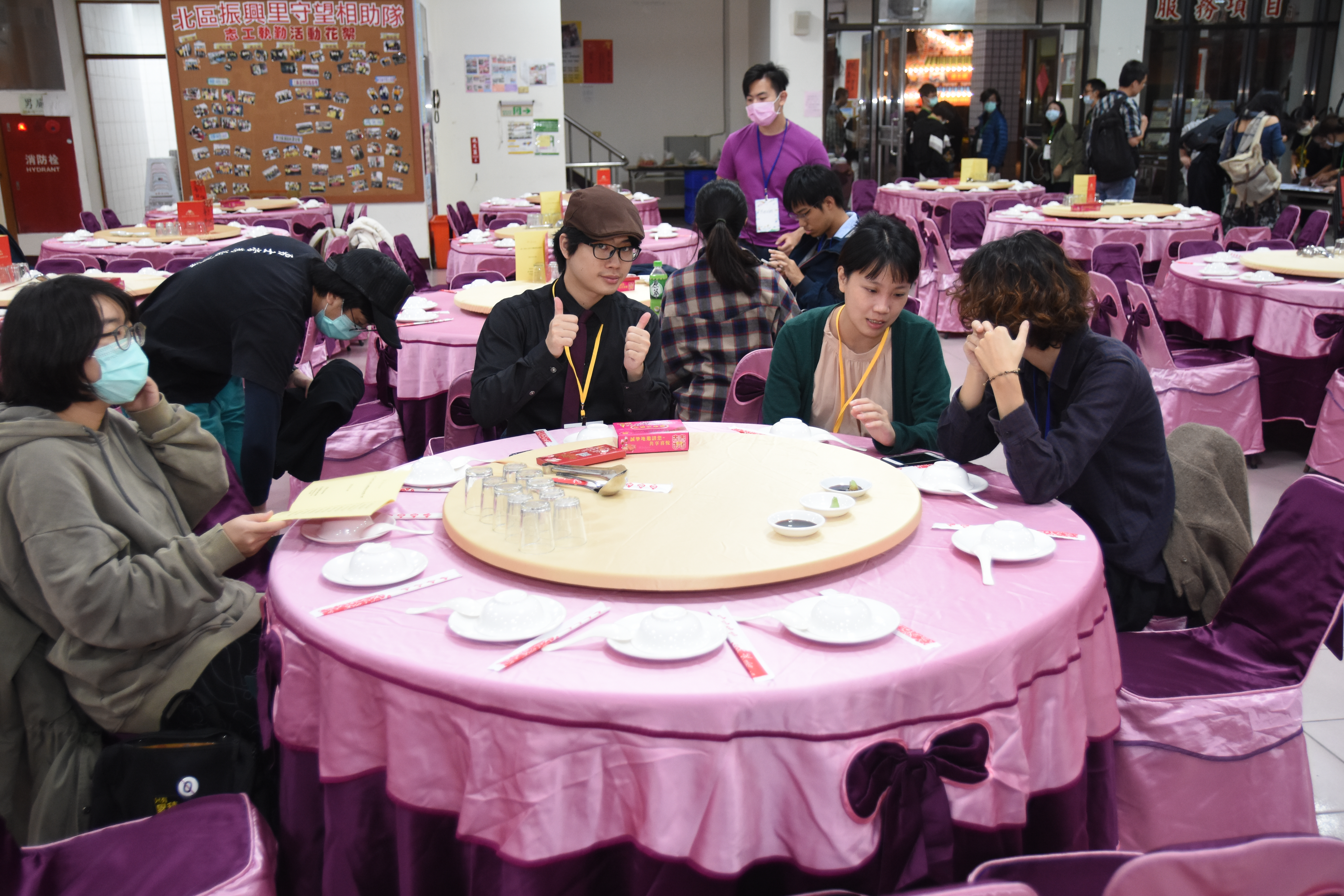
賓客入座
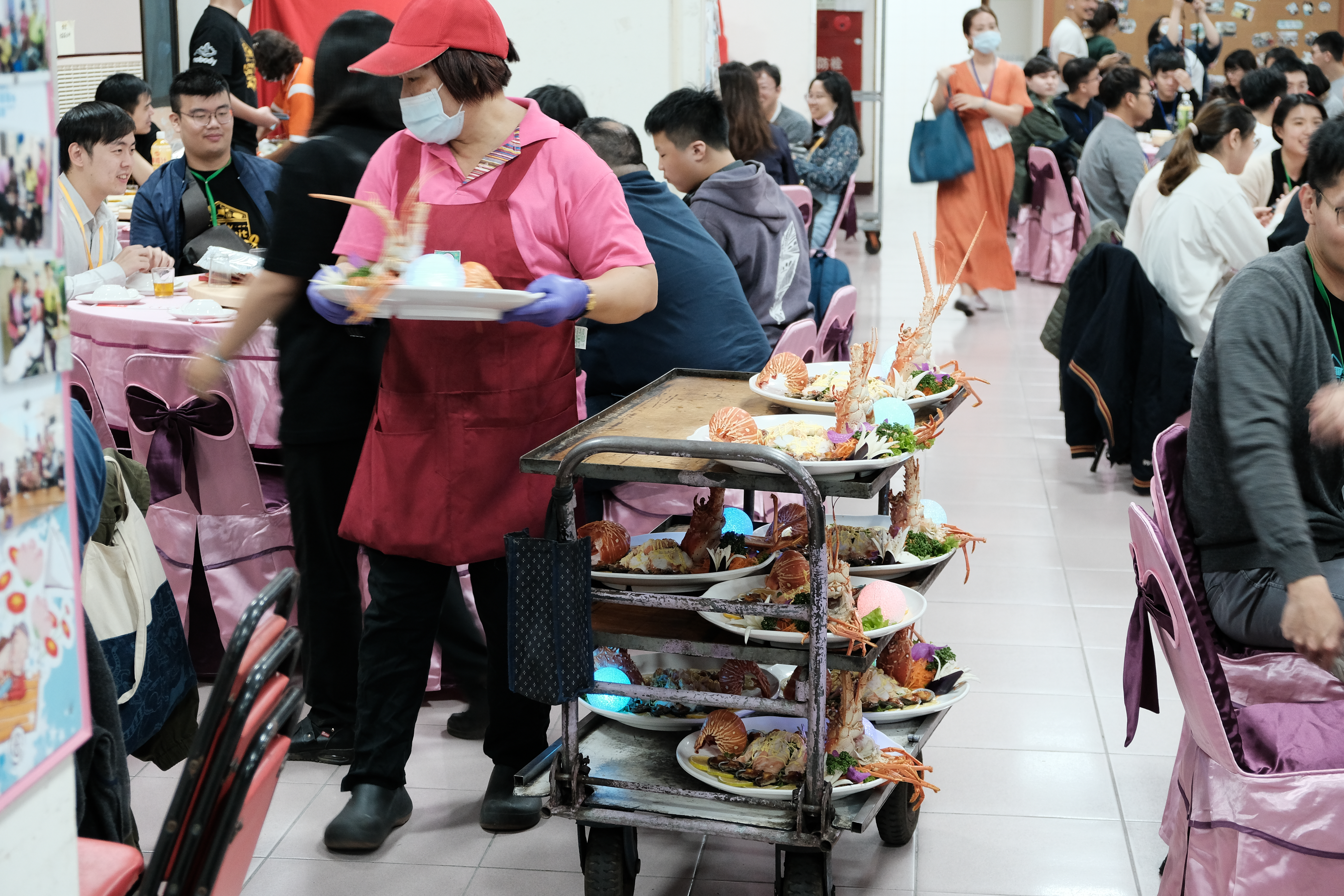
上菜
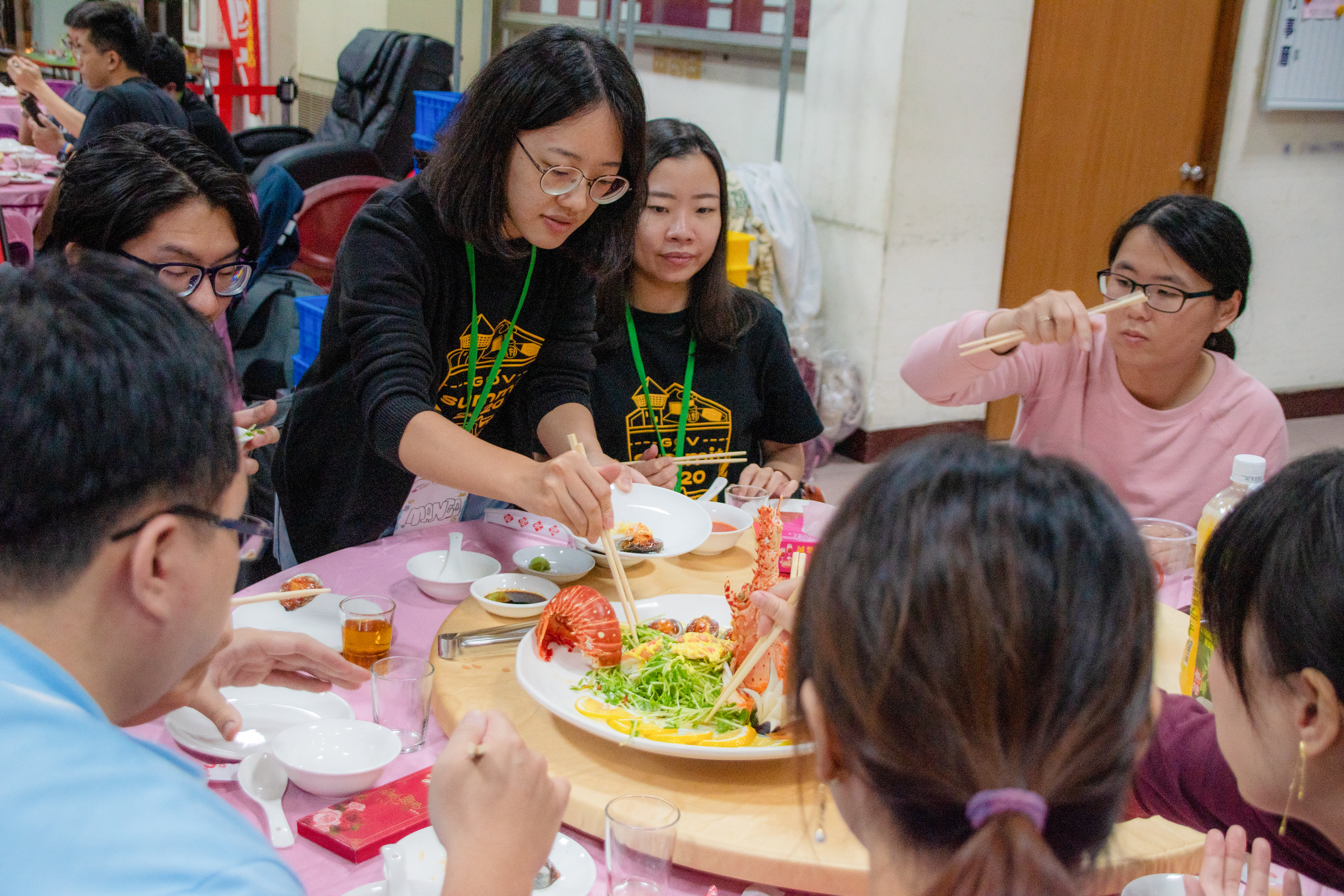
夾取菜餚
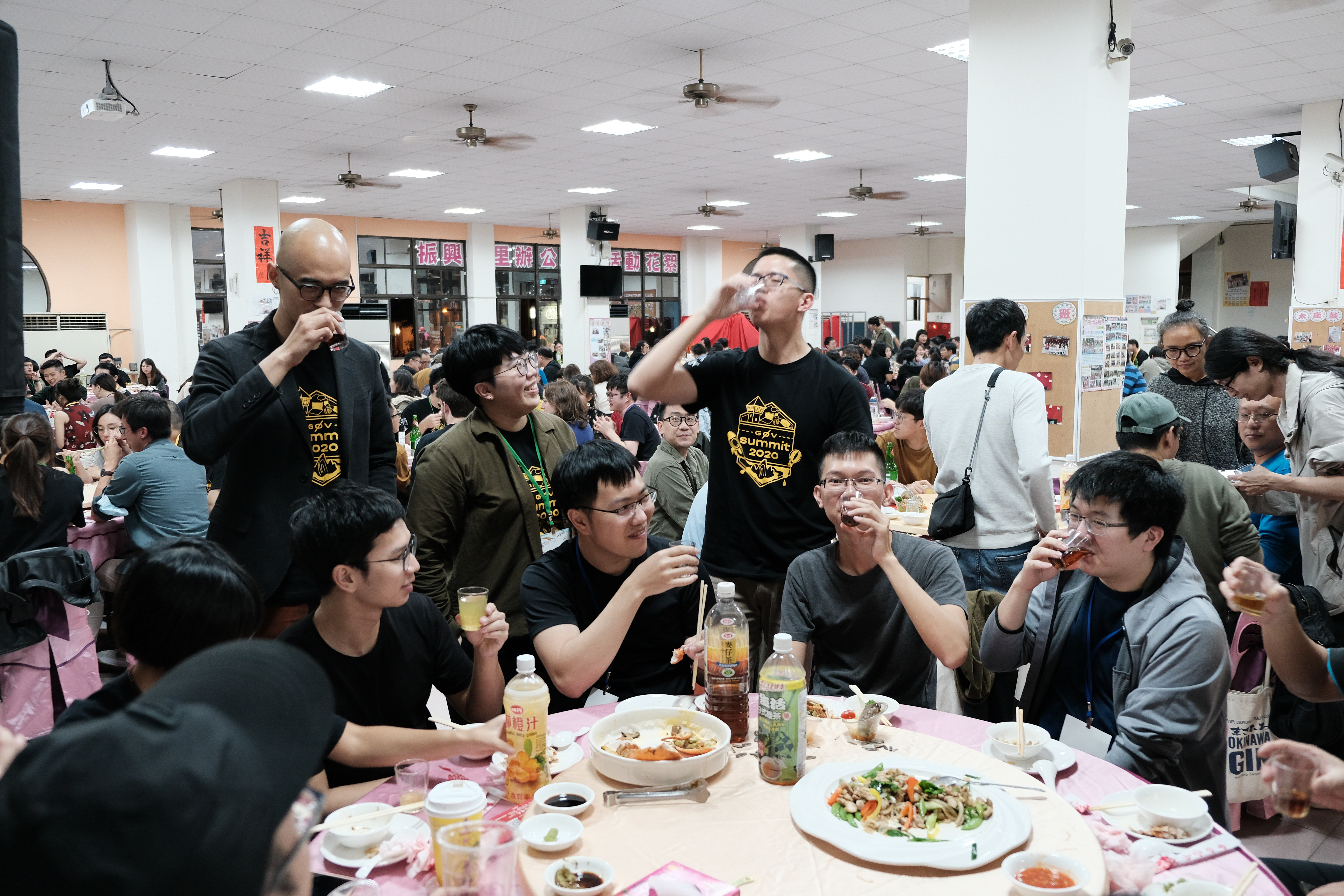
敬酒敬茶